# Super Star Wars: The Empire Strikes Back
Super Star Wars: The Empire Strikes Back (también conocido como Super Empire Strikes Back), es un videojuego basado en la película de Star Wars El Imperio contraataca. Fue lanzado en 1993 y forma parte de la trilogía de juegos de Super Nintendo basados en los tres primeros filmes.
Los personajes a manejar son los mismos que en Super Star Wars, a diferencia del primer juego, los personajes cuentan con nuevas habilidades; al jugar con Luke Skywalker, tú tienes la opción de cambiar ya sea del sable de luz a la pistola. Han Solo cuenta con la habilidad de lanzar granadas, y Chewbacca cuenta con la habilidad de girar.
El juego, al ser muy difícil, cuenta con la opción de contraseña, para continuar en el nivel en que el jugador se haya quedado.